# ماثياس فينك
ماثياس فينك (بالفرنسية: Mathias Fink)‏ هو فيزيائي فرنسي، ولد في 18 أكتوبر 1945 في غرونوبل في فرنسا.